# Анна Ахматова
А́нна Ахма́това (на руски: Анна Ахматова), псевдоним на Анна Андреевна Горенко, руска поетеса, една от най-значителните представителки на акмеизма и на руската поезия изобщо.
Анна Ахматова е съпруга на поета Николай Гумильов и майка на историка Лев Гумильов.

## Биография
Анна Горенко е родена на 23 юни 1889 г. в Болшой фонтан край Одеса. Завършва гимназия в Киев, след което учи право в Санкт Петербург. Започва да пише стихове от ранна възраст и ги публикува под псевдонима Анна Ахматова, поради нежеланието на баща ѝ те да бъдат свързвани с фамилното му име.
През 1910 г. тя се жени за поета Николай Гумильов, а през 1912 г. се ражда синът им, бъдещият историк Лев Гумильов. По това време излиза и литературният дебют на Ахматова, сборникът „Вечер“, който веднага привлича вниманието на критиката. Ахматова и Гумильов са сред основните участници в групата на акмеистите, които противопоставят на символизма по-сдържани и класически поетични форми. Двамата не живеят дълго заедно и през 1918 г. се развеждат. По-късно Ахматова е женена за ориенталиста Владимир Шилейко и за Николай Пунин.
След идването на власт на комунистите Ахматова е критикувана от тях за елитарността на поезията си. Положението ѝ се усложнява още повече след екзекуцията на Николай Гумильов през 1921 г. От 1923 г. до 1940 г. стиховете ѝ не се публикуват и тя се прехранва главно с преводи. Сред превежданите от нея автори са Виктор Юго, Рабиндранат Тагор, Джакомо Леопарди, както и различни арменски и корейски поети.
През 1934 г. синът на Ахматова Лев Гумильов е арестуван и изпратен в лагер в Сибир. През този период тя започва да пише автобиографичния цикъл „Реквием“, който е публикуван едва през 1987 г. и понякога е оценяван като нейното най-значимо произведение. След като е освободен за кратко, през 1937 г. Гумильов отново е арестуван. През 1940 г. някои стихотворения на Ахматова са преиздадени, но няколко месеца по-късно книгата е иззета от книжарниците и библиотеките.
След началото на войната с Германия през 1941 г. Анна Ахматова е евакуирана в Ташкент, където остава до 1944 г. Там тя пише стихотворения с предимно патриотично съдържание, които са издадени през 1943 г. След завръщането ѝ в Ленинград нейни стихове продължават да се печатат в местни издания, но след нейна среща с британския философ Исая Бърлин през 1946 г. лично Андрей Жданов я подлага на критика и публикуването на нейни стихове отново е спряно. След поредното арестуване на Лев Гумильов през 1949 г. Ахматова публикува няколко стихотворения с хвалебствия към Йосиф Сталин, надявайки се да помогне за освобождаването му, но не постига успех и той е освободен едва през 1956 г.
След смъртта на Сталин през 1953 г. мястото на Ахматова в руската литература постепенно и колебливо започва да бъде признавано. От края на 50-те години започват да бъдат публикувани книги с нейни стихове, но много от тях остават забранени от цензурата до края на 80-те години. През този период тя пише и мемоари за Александър Блок, Амедео Модилиани (известни са 16 негови платна, за които е позирала Ахматова), Осип Манделщам, издадени са нейни есета, посветени на Александър Пушкин. В началото на 60-те години завършва едни от централните си произведения, останали неиздадени в Русия в продължение на десетилетия – „Поема без герой“, посветена на спомените ѝ за санктпетербургските литературни среди от началото на XX век, и „Реквием“, отразяваща комунистическия терор.
През 1965 г. ѝ е разрешено да пътува в чужбина, за да получи наградата Таормина в Италия и почетен докторат в Оксфордския университет.
Преводачите ѝ на английски език са поетът Стенли Кюниц и белетристът и автор на биография на Александър Солженицин Д. М. Томас.
Умира на 5 март 1966 г.

## Памет
На Анна Ахматова е наречена улица в кварталите „Младост 1“, „Младост 1А“ и „7-и – 11-и километър“ в София (Карта).

## Произведения
- Анна Ахматова. „Вечер“ 1912 г.
- Анна Ахматова. Четки. 1914
- Анна Ахматова „Белая стая“ 1917 г.
- Анна Ахматова „Подорожник“ 1921 г.
- „Anno Domini MCMXXI“ изд. „Петрополис“,
- „Тростник“ 1923 – 1940 г.
- „Седьмая книга“

- „Из шести книг“ (1940)
- „Поема без герой“ (Поэма без героя; 1940 – 1962; публикувана в Ню Йорк през 1961)
- „Реквием“ (Реквием; 1935 – 1940; публикувана в Мюнхен през 1963)